# As-Safwanijja
As-Safwanijja (arab. الصفوانية) – wieś w Syrii, w muhafazie Aleppo, w dystrykcie Ajn al-Arab. W 2004 roku liczyła 509 mieszkańców.